# Fédération des Antilles néerlandaises de basket-ball
La Fédération des Antilles néerlandaises de basket-ball est une association, fondée en 1953, chargée d'organiser, de diriger et de développer le basket-ball aux Antilles néerlandaises.
La Fédération représente le basket-ball auprès des pouvoirs publics ainsi qu'auprès des organismes sportifs nationaux et internationaux et, à ce titre, les Antilles néerlandaises dans les compétitions internationales. Elle défend également les intérêts moraux et matériels du basket-ball des Antilles néerlandaises. Elle est affiliée à la FIBA depuis 1962, ainsi qu'à la FIBA Amériques.
La Fédération organise également le championnat national.

## Historique
À la suite de la dissolution des Antilles néerlandaises, la FIBA a provisoirement suspendu cette fédération avant de procéder à sa dissolution au congrès mondial de la FIBA en 2014, conformément à ses statuts. Les joueurs affiliés à cette fédération seront affiliés à la Fédération d'Aruba de basket-ball ou à la Fédération des Pays-Bas de basket-ball, selon leur choix.